# A História Continua - Ao Vivo em São Paulo
A História Continua - Ao Vivo em São Paulo é um álbum do grupo Amigos lançado em 18 de dezembro de 2019 pela gravadora Som Livre e contém o show gravado no dia 7 de setembro de 2019 no estádio Allianz Parque, em São Paulo, para um especial de final de ano da TV Globo exibido no mesmo dia do lançamento do álbum.

## Antecedentes
O show Amigos foi uma série de especiais musicais com as duplas sertanejas Chitãozinho & Xororó, Zezé Di Camargo & Luciano e Leandro & Leonardo, exibidos de 1995 a 1998 na programação de fim de ano da TV Globo.

## História
Em 2019, os integrantes anunciaram o retorno do projeto em uma turnê por todo Brasil. O especial que marcou o retorno de Amigos foi exibido em 18 de dezembro de 2019 com um show gravado no dia 7 de setembro de 2019 no estádio Allianz Parque, em São Paulo. A gravação original teve mais de três horas, mas devido a cortes só foi exibida 1 hora do especial, então para compensar a falta de músicas no show exibido, no mesmo dia foi lançado o álbum do especial contendo todas as músicas do show.

## Lista de faixas
| N.º | Título                                                                   | Intérprete(s)                                           | Duração |  |
| 1.  | "Disparada"                                                              | Chitãozinho & Xororó Leonardo Zezé Di Camargo & Luciano | 2:22    |  |
| 2.  | "Sinônimos / Pense em Mim / É o Amor"                                    | Chitãozinho & Xororó Leonardo Zezé Di Camargo & Luciano | 5:50    |  |
| 3.  | "Nascemos Pra Cantar"                                                    | Chitãozinho & Xororó                                    | 3:21    |  |
| 4.  | "Pode Ser Pra Valer"                                                     | Chitãozinho & Xororó Leonardo                           | 3:45    |  |
| 5.  | "Entre Tapas e Beijos"                                                   | Leonardo                                                | 3:01    |  |
| 6.  | "Sonho de Amor"                                                          | Zezé Di Camargo & Luciano                               | 3:15    |  |
| 7.  | "Rumo à Goiânia"                                                         | Leonardo                                                | 3:45    |  |
| 8.  | "Fio de Cabelo" (com João Carlos Martins)                                | Chitãozinho & Xororó Leonardo Zezé Di Camargo & Luciano | 3:32    |  |
| 9.  | "Eu Juro"                                                                | Leonardo                                                | 3:54    |  |
| 10. | "Não Aprendi a Dizer Adeus"                                              | Leonardo Zezé Di Camargo & Luciano                      | 3:20    |  |
| 11. | "A Ferro e Fogo"                                                         | Zezé Di Camargo & Luciano                               | 3:47    |  |
| 12. | "Brincar de Ser Feliz"                                                   | Chitãozinho & Xororó                                    | 3:57    |  |
| 13. | "Sem Medo de Ser Feliz"                                                  | Zezé Di Camargo & Luciano                               | 4:43    |  |
| 14. | "No Dia Em Que Eu Saí de Casa"                                           | Chitãozinho & Xororó Leonardo Zezé Di Camargo & Luciano | 3:23    |  |
| 15. | "Toma Juízo / Preciso Ser Amado"                                         | Zezé Di Camargo & Luciano                               | 5:20    |  |
| 16. | "Alô"                                                                    | Chitãozinho & Xororó Zezé Di Camargo & Luciano          | 3:28    |  |
| 17. | "Página de Amigos"                                                       | Chitãozinho & Xororó Leonardo                           | 3:39    |  |
| 18. | "Talismã"                                                                | Leonardo                                                | 3:46    |  |
| 19. | "Saudade de Minha Terra"                                                 | Chitãozinho & Xororó Leonardo Zezé Di Camargo & Luciano | 3:07    |  |
| 20. | "Nuvem de Lágrimas"                                                      | Chitãozinho & Xororó                                    | 4:07    |  |
| 21. | "Temporal de Amor"                                                       | Leonardo                                                | 3:50    |  |
| 22. | "60 Dias Apaixonado"                                                     | Chitãozinho & Xororó Leonardo                           | 2:11    |  |
| 23. | "Vá Pro Inferno Com Seu Amor / Galopeira"                                | Chitãozinho & Xororó Zezé Di Camargo & Luciano          | 5:08    |  |
| 24. | "Cumade e Cumpade"                                                       | Leonardo                                                | 2:49    |  |
| 25. | "Flores em Vida"                                                         | Zezé Di Camargo & Luciano                               | 3:35    |  |
| 26. | "Única" (música inédita)                                                 | Chitãozinho & Xororó Leonardo Zezé Di Camargo & Luciano | 4:18    |  |
| 27. | "Estrada da Vida"                                                        | Zezé Di Camargo & Luciano                               | 2:57    |  |
| 28. | "Pra Não Pensar Em Você"                                                 | Zezé Di Camargo & Luciano                               | 4:58    |  |
| 29. | "Se Deus me Ouvisse"                                                     | Chitãozinho & Xororó                                    | 3:54    |  |
| 30. | "Como um Anjo"                                                           | Zezé Di Camargo & Luciano                               | 3:58    |  |
| 31. | "Mano" (homenagem à Leandro)                                             | Chitãozinho & Xororó Leonardo Zezé Di Camargo & Luciano | 4:09    |  |
| 32. | "Um Sonhador / Não Olhe Assim"                                           | Leonardo                                                | 4:40    |  |
| 33. | "Desculpe, Mas Eu Vou Chorar"                                            | Leonardo                                                | 3:41    |  |
| 34. | "Você Vai Ver"                                                           | Chitãozinho & Xororó Zezé Di Camargo & Luciano          | 3:58    |  |
| 35. | "Pão de Mel"                                                             | Zezé Di Camargo & Luciano                               | 3:59    |  |
| 36. | "Evidências"                                                             | Chitãozinho & Xororó                                    | 6:32    |  |
| 37. | "Cerveja"                                                                | Chitãozinho & Xororó Leonardo Zezé Di Camargo & Luciano | 3:30    |  |
| 38. | "Festa de Rodeio / Bailão de Peão / Mexe Mexe Que é Bom" (com Amon Lima) | Leonardo Chitãozinho & Xororó Zezé Di Camargo & Luciano | 6:49    |  |
| 39. | "Canção da Amizade"                                                      | Chitãozinho & Xororó Leonardo Zezé Di Camargo & Luciano | 1:59    |  |